# Piona clavicornis
Piona clavicornis är en kvalsterart som först beskrevs av Otto Friedrich Müller 1776. Piona clavicornis ingår i släktet Piona och familjen Pionidae. Inga underarter finns listade i Catalogue of Life.